# 나카가와촌 (후쿠이현)
나카가와촌(中河村)은 후쿠이현 이마다테군에 설치되었던 촌이다. 현재 사바에시 중심부의 북동쪽, 호쿠리쿠본선 기타사바에역 동쪽, 호쿠리쿠자동차도 사바에 나들목에서 기타사바에 주차장에 이르는 도로변에 해당한다.